# Колонна, Маркантонио I
Марканто́нио I Коло́нна (итал. Marcantonio I Colonna; 12 сентября 1478, Салерно, Неаполитанское королевство — 9 марта 1522, Милан, Миланское герцогство) — аристократ из рода Колонна, представитель ветви Колонна из Палиано, граф Чеккано и Пофи в 1498—1522 годах, синьор Палиано и Фраскати.
Кондотьер на службе у Священной Римской и Испанской империй, Папского государства, Французского королевства и Флорентийской республики. Участник Итальянских войн. Кавалер ордена Святого Михаила (1517).

## Происхождение
Родился 12 сентября 1478 года в Салерно. В некоторых источниках дата его рождения указывается под 3 сентября 1478 года или между 1470 и 1480 годами. Он был сыном Пьетро Антонио Колонна, князя Салерно, синьора Палиано и Бернардины Конти. По отцовской линии приходился внуком кондотьеру Антонио Колонна, князю Салерно, синьору Дженаццано и Палиано и Империале Колонна из рода синьоров Палестрины и Бассанелло. По материнской линии был внуком римского дворянина Джованни Конти и Катерины Фарнезе из рода синьоров Латеры.

## Кондотьер

### На службе у Неаполя и Флоренции
В свой первый бой вступил в апреле 1498 года. Это было сражение под Монтечельо, в котором Колонна дрались против Орсини. В июле 1501 года попал в плен во время  разграбления Капуи. В августе того же года римский папа Александр VI отлучил его от церкви за то, что он выступил на стороне правителей Неаполитанского королевства из Арагонской династии против королей Франции и Испании. В ноябре 1502 года Маркантонио с отрядом всадников покинул Папское государство и поступил на службу в армию Неаполитанского королевства под командованием Гонсало де Кордовы. Участвовал на стороне испанцев в военных действиях против французов в Апулии. В феврале 1503 года отличился во время битвы при Руво, в апреле того же года — в битве при Чериньоле, в декабре — в битве при Гарильяно.
В марте 1504 года предложил услуги кондотьера Венецианской республике. В мае того же года получил предложение от Пизы, но предпочёл контракт с Флоренцией. Командовал семьюдесятью пехотинцами в войне флорентийцев против пизанцев. Получал ежегодное жалование в размере восемьсот дукатов. В январе 1505 года командовал обороной Риети, а в августе в битве при Кампилье-Мариттиме разбил пизанцев во главе с кондотьером Бартоломео д’Альвиано. В октябре 1506 года, командуя флорентийцами, помог римскому папе Юлию II изгнать из Болоньи Джованни II Бентивольо и вернуть Папскому государству контроль над городом.

### На службе у папы и императора
После победы флорентийцев над пизанцами в 1509 году, в мае 1510 года разорвал контракт с Флорентийской республикой. Отказался от контракта с Венецианской республикой, предложившей ему ежегодную плату в двенадцать тысяч дукатов, и поступил на службу в армию Папского государства. Маркантонио был любимым кондотьером Юлия II. Римский папа высоко ценил его за порядочность и человечность. Ему неоднократно поручалась роль посредника в конфликтах между понтификом и его противниками.
В июле 1510 года Маркантонио был отправлен во главе папских вооружённых сил в Генуэзскую республику, где шла ожесточённая борьба между партиями гвельфов во главе с семьёй Фрегозо и гибеллинов во главе с семьёй Адорно. Римский папа, желая вытеснить союзников французов из Генуи, поддержал дожа Оттавиано Фрегозо. На кораблях флота Венецианской республики папская армия вышла в Лигурийское море. Однако надежды понтифика на быструю победу не оправдались. Попытка взять Геную провалилась. Маркантонио, командуя семьюстами пехотинцами, высадился в Кьявари, занял Ла-Специю и остановился в Рапалло. После неудачной попытки занять Портофино, ему пришлось спешно отступить под натиском французов на кораблях венецианцев. Высадившись в Популонии, он прибыл в Витербо на встречу с римским папой, который отправил его в Романью против феррарского герцога Альфонсо I д’Эсте и других союзников Французского королевства. В сентябре 1510 года Маркантонио переболел лихорадкой в окрестностях Пизы, после чего снова встретился с понтификом в Чезене. На этот раз Юлий II направил его в Болонью. В октябре того же года Маркантонио занял Сассуоло и Рубьеру, в декабре — Модену. Участвовал в осаде и взятии Мирандолы.
Когда в мае 1511 года Болонья снова оказалась под властью семьи Бентивольо, Маркантонио не смог вернуть город под контроль Рима из-за поддержки, которую местное население оказало противникам римского папы. В апреле 1512 году он участвовал в обороне Равенны от французов под командованием Гастона де Фуа, проиграл и был вынужден бежать, едва не попав в засаду. Уже в мае того же года в Риме присутствовал на освящении понтификом собора Святого Иоанна в Латерано, а в июне Юлий II даровал ему титул синьора Монтефортино и поставил командовать папской гвардией. В июле того же года Маркантонио поддержал двоюродного брата Фабрицио Колонна, когда тот помог феррарскому герцогу бежать из Рима, куда Альфонсо I д’Эсте прибыл на мирные переговоры с римским папой; несмотря на предоставленные гарантии безопасности понтифик думал расправиться с посланником. Поступок кондотьера испортил отношения между ним и Юлием II, который отправил его снова Романью. В 1513 году Маркантонио помешал семье Бентивольо вернуться к правлению в Болонье и сохранил город под властью Рима. В апреле 1513 года уже новый римский папа Лев X, признав за ним место главы папской гвардии, отправил воевать за Парму и Пьяченцу на стороне испанцев против французов и венецианцев. 
В 1515 году, получив разрешение понтифика, Маркантонио перешёл на службу к императору Священной Римской империи. В августе того же года по просьбе неаполитанского вице-короля Раймондо ди Кардоны занял Финале-Эмилию, откуда затем прибыл в Верону. Укрепил крепостные сооружения города и повысил его обороноспособность. В феврале 1516 года встретил в Вероне императора Максимилиана I, с которым участвовал в походе против французов на Миланское герцогство. В мае того же года был принят императором в Тренто и говорил с ним о проблемах, которые могут возникнуть в случае нападения противников империи на доверенный ему город. В том же месяце французы и венецианцы, захватив Брешиу, подступили к Вероне и приступили к осаде. Начавшиеся проблемы с продовольствием ослабили боевой дух у защитников города. Маркантонио был ранен в плечо ружейным выстрелом, но продолжал держать оборону. Военное подкрепление прибыло в Верону лишь в середине октября, что помогло снять осаду с города. По мирному договору между Священной Римской империей и Венецианской республикой, в ноябре 1516 года Верона перешла к последней. Маркантонио отказался присутствовать при передаче города венецианцам и прибыл к императору в Констанцу, затем в Инсбрук. В том же году римский папа включил его имя в список врагов Святого Престола, вместе с другими членами семьи Колонна, из-за поддержки, которую они оказали Франческо Мария I делла Ровере в борьбе за Урбинское герцогство.

### На службе у Парижа
В мае 1517 года он ещё находился на службе у императора в Антверпене, но уже в июне прибыл в Париж и поступил на службу к Франциску I, королю Франции, отказавшись от предложения вернуться в армию Папского государства. Король пожаловал ему 8000 франков и звание кавалера Ордена Святого Михаила. Маркантонио также получил звание капитана армии Французского королевства. В августе 1517 года он прибыл в Рим в качестве представителя французского короля при Святом Престоле. 6 августа понтифик принял у него верительные грамоты. На аудиенции Маркантонио обратился к римскому папе с просьбой вернуть кредиты, которые Папское государство получило от Французского королевства. В Риме он встретился с представителями сицилийской аристократии, изгнанными с острова испанцами, которые предложили французам помощь в передаче им Сицилийского королевства. Однако Маркантонио решил с этим не торопиться. Во-первых, потому что испанцы, подавив оппозицию, укрепили свои позиции на острове. Во-вторых, на военную операцию по захвату острова нужны были большие средства, которыми в то время французы не располагали.
В сентябре 1519 года Маркантонио прибыл в замок Блуа на встречу с Франциском I. В ноябре того же года он отбыл в Милан к наместнику французского короля виконту Лотреку. Последний по приказу Франциска I передал кондотьеру артиллерийские орудия, боеприпасы и тысячу стрелков для размещения в замках семьи Колонна. Вскоре между французами и испанцами, заключившими соглашение с понтификом, началась новая война. Маркантонио находился в своих владениях в Папском государстве, готовый вступить в боевые действия по приказу французского короля. Тогда же к нему опять обратились представители сицилийской аристократии с прежним предложением, которое на этот раз он передал Франциску I.
В августе 1520 года Маркантонио снова прибыл во Французское королевство, но уже в сентябре отбыл в Милан, где поступил под командование виконта Лотрека. В ноябре наместник отправил его в Венецию с просьбами предоставить французам кредит и позволить их армии находиться на землях венецианцев. С оговорками, венецианцы удовлетворили обе просьбы. Во время своего визита Маркантонио говорил о возможном переходе на службу в армию Венецианской республики. 9 марта 1522 года, в сражении за Милан, который к тому времени был захвачен у французов испанцами, он попал под выстрел из кулеврины и получил смертельное ранение. Через год после смерти останки Маркантонио были перенесены и погребены в Фонди. Согласно другим источникам, он похоронен в церкви Сантиссима-Тринита-дей-Монти в Риме.

## Брак и потомство
Стремясь закрепить мир между семьями Колонна и Орсини, римский папа Юлий II, после того как выдал свою внебрачную дочь Феличе делла Ровере за Джованни Джордано Орсини, предложил Маркантонио I Колонна сочетаться браком со своей племянницей Лукрецией Гара (ум. 1552), дочерью Габриелло Гара из Савоны и Лючины делла Ровере. По мнению историка Вирджилио Илари невесту Маркантонио I Колонна звали Лукрецией Франчотти, и была она дочерью Джанфранческо Франчотти из Лукки, первого мужа Лючины делла Ровере. Брачный договор был заключён сторонами в Риме в 1506 году; жениха на нём представлял его дядя, кондотьер Просперо Колонна. В ноябре 1507 года состоялось знакомство будущих супругов. Свадебные торжества прошли 2 или 4 января 1508 года. На церемонии бракосочетания присутствовали дипломаты, в частности послы французского и испанского королевств. В честь новобрачных кардиналы Джованни Колонна и  прочли эпиталаму, написанную Эванджелистой Маддалени де Каподиферро. В приданое за Лукрецией Маркантонио I получил десять тысяч дукатов и золотую цепь, а также дворец на площади Святых Апостолов (ныне дворец Колонна в Риме), сорок тысяч дукатов ежегодного сбора с титульной церкви Святых Апостолов в Риме и синьорию Фраскати, коммуне которой в феврале 1515 года им был дан статут. В браке у супругов родились четыре дочери:
- Порция, венецианская патрицианка и римская дворянка, 24 мая 1533 года сочеталась браком с Франсуа де Рю, синьором де Вольри и маркизом Корато;
- Ортензия, венецианская патрицианка и римская дворянка, сочеталась браком с Джироламо Паллавичино, маркизом Буссето;
- Артемизия, венецианская патрицианка и римская дворянка, сочеталась браком с Бартоломео Мартиненго, графом Виллакьяра;
- Ливия (ум. 1552), венецианская патрицианка и римская дворянка, сочеталась браком с Марцио Колонна, графом Марьери.

## Титулы
Граф Чеккано и Пофи, синьор Палиано, Олевано, Серроне, Дзанкати, Муроло, Неттуно, Астуры и Фраскати, неаполитанский и венецианский патриций, римский дворянин.